# Devolska pogodba
Devolska pogodba je bila pogodba, ki sta jo leta 1108 podpisala Bohemond I. Antiohijski in cesar Bizantinskega cesarstva Aleksej I. Komnen. Njen namen je bil  sklenitev premirja med Normani iz južne Italije in Bizantinskim cesarstvom, njen prikriti končni namen pa je bil priključitev Kneževine Antiohije k Bizantinskemu cesarstvu.
Na začetku prve križarske vojne so se križarske vojske iz zahodne Evrope zbrale pred Bizancem. Njihovi poveljniki so morali pred odhodom na vzhod priseči, da bodo vsa osvojena ozemlja vrnili Bizantinskemu cesarstvu. Bohemond Tarantski, sin Aleksejevega bivšega sovražnika Roberta Guiscarda, je Kneževino Antiohijo kljub prisegi  obdržal zase. Ker Aleksej legitimnosti kneževine ni priznal, je Bohemondu napovedal vojno, Bohemond pa je nato odšel v Evropo po vojaške okrepitve. Med Bohemondom in Aleksejem se je začela vojna, v kateri je moral Bohemond kmalu priznati svoj poraz. Z Aleksejem se je začel pogajati  o premirju in nazadnje je v cesarjevem taboru v Devolu (Diabolis) z njim podpisal mirovno pogodbo.
S pogodbo se je Bohemond strinjal, da bo postal cesarjev vazal in branil cesarstvo, kadar bo to potrebno. Strinjal se je tudi z imenovanjem grškega patriarha v Antiohiji. V zameno je dobil visoka naslova sebastos in doux (vojvoda) in zagotovilo, da bo Grofija Edesa prešla na njegove dediče. Bohemond se je po podpisu pogodbe umaknil v Apulijo in umrl. Njegov nečak Tankred, ki je bil antioški regent, je pogodbo zavrnil. Antiohija je nato leta 1137 za kratek čas prišla pod bizantinsko oblast, prava bizantinska vazalna država pa je postala šele leta 1158. 
Devolska državna pogodba je značilen primer bizantinske politike, da se spori med državami rešujejo na diplomatski način in ne z vojno. Pogodba je kmalu postala vzrok za nezaupanje med Bizantinci in njihovimi zahodnoevropskimi sosedi.

## Zgodovinsko ozadje
Križarske vojske so na prvem križarskem pohodu preko Evrope potovale vsaka zase in se leta 1097 zbrale pred Bizancem. Cesar Aleksej I. je pričakoval, da se bo na njegov poziv za vojaško pomoč, ki ga je preko papeža Urbana II. poslal v zahodno Evropo,  odzvalo samo nekaj evropskih vitezov, ki se bodo kot njegovi najemniki bojevali proti seldžuškim Turkom. Križarske vojske so bile mnogo večje, kot je pričakoval, zato jih je zadržal pred mestom in jim ni dovolil oditi, dokler mu niso njihovi poveljniki prisegli zvestobe in mu obljubili, da bodo vsa bivša ozemlja Bizantinskega cesarstva, ki jih bodo osvojili na poti v Jeruzalem, vrnili cesarstvu. Plemiči so se nazadnje vdali in prisegli. Nekateri plemiči, med njimi Rajmond IV. Touluški, so bili najbrž iskreni, ostali, med njimi tudi Bohemond Tarantski, pa prisege nikoli niso nameravali spoštovati. 
Do prvega večjega spora med križarji in Bizantinci je prišlo že med obleganjem Nikeje. Križarji so pričakovali, da bodo po osvojitvi mesta prišli do bogatega plena, s katerim bodo financirali nadaljevanje pohoda, mesto pa se je med obleganjem nepričakovano vdalo Bizantincem. Križarji so se čutili izdane in ogoljufane. To se je dogajalo tudi kasneje, saj je Alekseju uspelo brez udeležbe bizantinske vojske dobiti mnogo pomembnih mest in otokov in večino zahodne Male Azije, ki so jo na svoji poti v Jeruzalem osvojili križarji. Do drugega velikega spora je prišlo med obleganjem Antiohije. Ko so bili križarji leta 1098 tik pred tem, da po dolgem obleganju osvojijo Antiohijo, jim je Aleksej sicer prihajal na pomoč, ko pa je izvedel, da je situacija brezupna, se je vrnil v Bizanc. Križarji so imeli njegovo vrnitev za izdajo. Zanje je postal nevreden zaupanja, zato so svojo prisego imeli za neveljavno.  
Do leta 1100 so križarji ustanovili nekaj držav, med njimi tudi Kneževino Antiohijo, ki jo je leta 1098 ustanovil Bohemond. Zaradi prisege, ki jo je dal Alekseju I., bi moral kneževino kljub Aleksejevi izdaji vrniti Bizantinskemu cesarstvu, a jo je obdržal zase. Aleksej se s tem seveda ni strinjal, saj je bila Antiohija pomembno pristanišče in izhodišče za trgovino z Azijo in trdnjava vzhodne pravoslavne cerkve z grškim patriarhom na čelu. 
Leta 1100 je Bohemond ponovno razdražil Alekseja in grško pravoslavno cerkev, ker je iz Anntiohije izgnal grškega patriarha Ivana Oksita in imenoval latinskega patriarha Bernarda Velenškega. Kmalu zatem so Bohemonda ujeli Danišmendi iz Sirije in ga imeli tri leta v ujetništvu. Antiohiji je tačas kot regent vladal Bohemondov nečak Tankred. Kmalu potem, ko so Bohemonda izpustili, je leta 1104 doživel velik poraz v bitki pri Harranu. Po porazu so na Antiohijo začeli ponovno pritiskati Bizantinci in Seldžuki. Bohemond je Antiohijo prepustil nečaku Tankredu in se odpravil v Italijo in Francijo po vojaško pomoč. V Evropi je dobil podporo papeža Pashala II. in francoskega kralja Filipa I., katerega hčerko je poročil. 
Bohemondovi normanski sorodniki s Sicilije so bili v vojni z Bizantinskim cesarstvom že več kot trideset let, njegov oče Robert Guiscard pa je bil eden od največjih sovražnikov cesarstva. Medtem, ko je bil Bohemond v Evropi, je Aleksej ponovno osvojil Antiohijo in mesta v Kilikiji. Bohemondova nova križarske vojska, ki bi morala kreniti proti muslimanom, se je zato obrnila proti Alekseju. Odplula je preko Jadranskega morja in napadla Drač, ki je bil najbolj zahodno mesto v cesarstvu. Bohemondovo obleganje Drača se je izjalovilo, delno zaradi epidemije v Bohemondovem taboru, prodor v globino bizantinskega ozemlja pa mu tudi ni uspel, ker se je Aleksej izogibal odkritemu spopadu. Bohemond se je kmalu znašel v brezupnem položaju: beg po morju so mu onemogočili Benečani, papež Pashal II. pa mu je odrekel politično pomoč.

## Pogodba
Septembra 1108 je Aleksej od Bohemonda zahteval, da se začne pogajati o miru. Bohemond ni imel druge izbire, kot da ponudbo sprejme, saj se zaradi bolezni v svoji vojski Alekseju ne bi mogel več dolgo upirati. Na pogajanjih v Aleksejevem vojaškem taboru v Devolu je Bohemond priznal, da je prelomil prisego, ki jo je dal cesarju leta 1097, takoj zatem pa je obtožil cesarja, da je dogovore prekršil tudi on, ker leta 1098 ni prišel na pomoč oblegovalcem Antiohije, pač pa se je z vojsko umaknil v Bizanc. Aleksej je na koncu soglašal, da prisega iz leta 1097 ni več veljavna.
O posebnih določilih pogodbe se je v Aleksejevem imenu pogajal njegov general Nikefor Brijenij, vsebina pogodbe pa se je ohranila v Aleksiadi, ki jo je napisala Aleksejeva hčerka Ana Komnena.

### Določila pogodbe
- S podpisom pogodbe je Bohemond privolil, da postane vazal cesarja Alekseja I. Komnena (1081–1118) in njegovega sina in naslednika Ivana II. Komnena (1118–1143).
- Privolil je, da bo pomagal braniti cesarstvo kadarkoli in kjerkoli bo to potrebno, za svoje usluge pa bo dobil plačilo 200 talentov letno.
- Dobil je zveneča državna naslova sebastos in  doux (vojvoda) Antiohije.
- Cesar mu je dal fevd Antiohijo in Alep, ki takrat ni bil niti pod križarsko niti pod bizantinsko oblastjo, kar  je pomenilo, da ga lahko Bohemond kadarkoli osvoji zase.
- Privolil je, da bo cesarju vrnil Laodikejo in druge posesti v Kilikiji.
- Privolil je, da lahko Aleksej ponovno imenuje grškega patriarha Antiohije, kar je pomenilo popolno Bohemondovo podreditev cesarstvu.

Terminologija, ki so jo uporabljali na pogajanjih, je bila usklajena z Bohemondovim zahodnjaškim načinom razmišljanja. Bohemond je zato sebe videl v vlogi Aleksejevega fevdalnega vazala, se pravi »podanika« (homo ligius ali άνρωπος λίζιος) z vsemi obveznostmi, ki jih je položaj prinašal in so bile v navadi na zahodu: cesarju je bil je dolžan nuditi vojaško pomoč, razen v  vojnah, v katerih je bil vpleten sam, in mu služiti v vojnah proti vsem zunanjim sovražnikom, tako v Evropi kot v Aziji. 
Ana Komnena je pogajanja opisala s spoštljivo natančnostjo. Iz njenih opisov je razvidno, da je Bohemond na pogajanjih večkrat priznal svoje napake in hvalil dobrohotnost Alekseja in Bizantinskega cesarstva in da so bila pogajanja za Bohemonda zelo ponižujoča. Pri razlagi opisov moramo vsekakor uopštevati, da je Aleksiada poveličevala dejanja njenega  očeta in zato opisi morda niso povsem točni. 
Ustne dogovore so zapisali v dveh izvodih: prvega je dobil Aleksej, drugega Bohemond. Ana Komnena pravi, da so pogodbo kot priče iz Bohemondovega tabora podpisali amalfski škof in papežev legat Maurus, tarantski škof Renard in nekaj nižjih klerikov iz njegovega spremstva, opat samostana sv. Andreja v Brindisiju in dva njegova meniha, in nekaj neimenovanih »romarjev«, ki so bili bolj verjetno vojaki iz Bohemondovega sppremstva. Priče z Aleksejevega dvora so bili sebastos  Marinos iz Neaplja, Dagobertov sin Rogerij, Peter Aliphas, Viljem Grandski, Rihard iz Principata, Godfrej Mailiški, Raulov sin Robert, Pavel Rimljan, madžarska ambasadorja Peres in Simon ter ambasadorja Bazilij Evnuh in Konstantin. Med Aleksejevimi pričami je bilo mnogo zahodnjakov, ki so bili na visokih položajih v bizantinski vojski in na dvoru, Bazilij in Konstantin pa sta bila celo ambasadorja Bohemondovih sorodnikov s Sicilije. 
Nobena od kopij pogodbe se ni ohranila. Pogodba je bila napisana v grščini ali latinščini, morda celo v obeh jezikih, saj je bilo na pogajanjih mnogo zahodnjakov, ki so obvladovali latinščino. Kako je bila s pogodbo seznanjena latinska Evropa, ni povsem jasno, saj jo omenja samo nekaj kronistov. Francoski kronist Fulcher iz Chartresa je o njej napisal samo to, da sta Bohemond in Aleksej  poravnala spore.

## Analiza
Pogodba je bila napisana bolj v Aleksejevo kot v Bohemondovo korist in je predvidela možnost priključitve Antiohije in njenega zemlja k Bizantinskemu cesarstvu. Alekseju je bilo povsem jasno, da Bohemonda ne more izriniti iz Antiohije, zato ga je poskusil vključiti v bizantinske državne strukture in njegova dejanja obrniti v svojo korist. Bohemond je lahko kot doux (vojvoda) obdržal Antiohijo do svoje smrti oziroma dokler ne bi iz kakršnega koli razloga prekršil določil pogodbe. Po Bohemondovi smrti bi kneževino dobilo Bizantinsko cesarstvo. Bohemond torej v Antiohiji ni mogel ustanovoti svoje dinastije, čeprav je imel zagotovljeno pravico, da njegovi nasledniki dedujejo Grofijo Edeso in vsa ozemlja, ki bi jih osvojil v Siriji.  
Bohemondovemu ozemlju naj bi priključili Zaliv sv. Simona, mesti Baghras in Artah, latinske posesti v  Jebel as-Summaqu, Latakijo in Kilikijo, vendar so vsa omenjena ozemlja prešla pod neposredno bizantinsko oblast. 
Zgodovinar Thomas Asbridge opozarja, da je bila večina ozemlja, ki ga  je Aleksej podelil Bohemondu, v rokah muslimanov, saj niti Bohemond niti Aleksej nista obvladovala niti Edese niti Alepa. Njegova trditev se močno razlikuje od Liliejeve ocene, da je bila pogodba za Bohemonda ugodna. René Grousset pogodbo imenuje »diktat«, Jean Richard pa poudarja, da določbe fevdalnega prava, katerim se je moral Bohemond podrediti, »nikakor niso bila ponižujoča«. Po mnenju Johna W. Birkenmeierja pogodba za Bizantinsko cesarstvo ni bila kakšen poseben političen uspeh: »Bohemondovo pravico do  naslova neomejenega vladarja južne Italije, ki ni bila možna, je menjavala za zasedbo Antiohije, ki ni bila izvedljiva«. 
Določila pogodbe se torej interpretirajo zelo različno. Paul Magdalin in Ralph-Johannes Lilie menita, da »kaže pogodba, kot je je prikazala Ana Komnena, na osupljivo dobro poznavanje zahodnih fevdalnih običajev. Ne glede na to, ali jo je zasnoval grški ali latinski uradnik v cesarski službi, je imel zelo izostren občutek za zahodnoevropske pogleda na politični položaj v vzhodnem Sredozemlju, pa tudi za Aleksejeve diplomatske ukrepe, da bi pogodbo vsilil Bohemondovemu sinu Tankredu. Asbridge temu mnenju oporeka in méni, da je pogodba izpeljana iz grških, pa tudi zahodnih precedensov in da je Aleksej želel Antiohijo spraviti pod plašč sporazumov pronoia.

## Posledice
Bohemond se nikoli ni vrnil v Antiohijo. Odšel je v Italijo, kjer je leta 1111 umrl, in skrbno sestavljena določila Devolske pogodbe se niso nikoli uveljavila. Bohemondov nečak Tankred je pogodbo zavrnil, ker naj bi Antiohija s pravico zmagovalca pripadala njemu. Po njegovem mnenju ni bilo prav nobenega razloga, da bi Antiohijo dal nekomu, ki ni sodeloval v križarskem pohodu. Ravno nasprotno: bil je prepričan, da je Aleksej deloval proti križarjem in je  Antiohijo dobil s prevaro. Tankred tudi ni dovolil, da bi se v Antiohijo vrnil grški patriarh.
Status Antiohije in bližnjih kilikijskih mest je Bizantinskemu cesarstvu še dolgo let povzročalo resne težave. Čeprav Devolska pogodba nikoli ni postala veljavna, je v naslednjih tridesetih letih med vladanjem Ivana II. in Manuela I.  pomenila zakonsko osnovo za pogajanja med Bizantinci in križarji. Ivan II. je leta 1137 sam odšel v Antiohijo in poskusil vzpostaviti svojo oblast. Ko je njegova vojska začela oblegati mesto, so se prebivalci poskušali pogajati, toda Ivan je zahteval brezpogojno vdajo. Antioški knez Rajmond je nato zaprosil za dovoljenje jeruzalemskega kralja Fulka. Ko je Rajmond dobil njegovo soglasje, se je mesto vdalo. 
Pogodba, s katero je nato Rajmond prisegel zvestobo cesarju Ivanu II., je nedvoumno temeljila na Devolski pogodbi in jo celo presegla: Rajmond, ki je postal Ivanov vazal v Antiohiji, je cesarju obljubil prost vstop v Antiohijo in predajo mesta, v zameno pa je dobil investituro v Alepu, Shaizarju, Homsu in Hami – takoj, ko bodo iz mest pregnali muslimane. Rajmond je torej vladal še neosvojenim ozemljem, Antiohijo pa je moral takoj prepustiti Bizantincem. Vojni pohod proti muslimanom je seveda propadel, delno tudi zato, ker sta se morala Rajmond in Joscelin II. Edeški udeležiti pohoda kot Ivanova vazala, kar zanju ni bilo ravno privlačno. Na povratku z vojnega pohoda v Antiohijo je Ivan hotel prevzeti oblast v mestu, Rajmond in Joscelin pa sta v mestu organizirala upor. Ivan je začel oblegati mesto, vendar je obleganje zaradi obveznosti v Bizancu leta 1138 prekinil in diplomatsko sprejel Rajmondovo in Joscelinovo trditev, da nimata z uporom nobene zveze. Leta 1142 je Ivan ponovno oblegal mesto, a je nenadoma umrl, bizantinska vojska pa se je umaknila.
Kneževina Antiohija je postala prava vazalna država šele leta 1158 med vladanjem Manuela I. Komnena. Manuel je kneza Rajnalda Chatillonskega takrat prisilil, da mu je za kazen, ker je napadel Ciper, prisegel zvestobo. V Antiohijo se je vrnil grški patriarh, ki je vladal vzporedno z latinskim patriarhom. 
Letu 1160 so Rajnalda ujeli muslimani in v Antiohiji je zavladala vrsta nemočnih regentov, zato je njema moč zelo oslabela. Antiohija je ostala bizantinska vazalna država vse do leta 1182, potem pa je moč Bizantinskega cesarstva zaradi notranjih sporov po smrti Manuela I. leta 1180 tako oslabela, da ni bilo več sposobno uveljavljati svojih zahtev. 
Na Balkanu je Devolska pogodba je že med vladanjem Alekseja I., pa tudi kasneje, pomenila konec vdorov Normanov na obale južnega Jadranskega morja. Učinkovita obrambe na meji je do konca 12. stoletja preprečila vse poskuse Normanov, da bi preko Drača vdrli v Bizantinsko cesarstvo. 

### Primarni viri
- Ana Komnena, Aleksijada, X.-XIII.
- Fulcher iz Chartresa, Zgodovina pohodov v Jeruzalem, XXXV., angleški prevod,  The University of Tennessee Press, 1969
- Viljem iz Tira, Historia Rerum In Partibus Transmarinis Gestarum, angleški prevod, Columbia University Press, 1943

### Sekundarni viri
- Angold, Michael (2005). »The Byzantine Empire, 1025-1118«, in Rosamond McKitterick: The New Cambridge Medieval History. Cambridge University Press. ISBN 0-521-41411-3.
- Birkenmeier, John W. (2002). »Historical Overview of the Eleventh- and Twelfth-Century Byzantium«, The Development of the Komnenian Army: 1081–1180. Brill Academic Publishers. ISBN 9-004-11710-5.
- Hamilton, Bernard (2003). »William of Tyre and the Byzantine Empire«, Porphyrogenita: : Essays on the History and Literature of Byzantium and the Latin East in Honor of Julian Chrysostomides edited by Charalambos Dendrinos, Jonathan Harris, Eirene Harvalia-Crook and Judith Herrin. Ashgate Publishing, Ltd.. ISBN 0-754-636968.
- Holifield, Jessica. Tancred and Bohemond: Brothers-in-arms or Arch Rivals?. University of Leeds (School of History).
- Jotischky, Andrew (2004). »Crusade and Settlement, 1095-c. 1118«, Crusading And The Crusader States. Pearson Education. ISBN 0-582-41851-8.
- Kazhdan, Alexander (2001). »Latins and Franks in Byzantium: Perception and Reality from the Eleventh to the Twelfth Century«, in Angeliki E. Laiou - Roy Parviz Mottahedeh: The Crusades from the Perspective of Byzantium and the Muslim World. Washington, D.C.: Dumbarton Oaks Research Library and Collection. ISBN 0-884-02277-3.
- Kolbaba, Tia M. (2001). »Byzantine Perceptions of Latin Religious Errors (Themes and Changes from 850 to 1350)«, in Angeliki E. Laiou - Roy Parviz Mottahedeh: The Crusades from the Perspective of Byzantium and the Muslim World. Washington, D.C.: Dumbarton Oaks Research Library and Collection. ISBN 0-884-02277-3.
- Lilie, Ralph-Johannes (2003). »The Crusades and Byzantium«, in Khalil I. Semaan: The Crusades: Other Experiences, Alternate Perspectives. Global Academic Publishing. ISBN 1-586-84251-X.
- Magdalino, Paul (2002). The Empire of Manuel I Komnenos, 1143–1180. Cambridge University Press. ISBN 0-521-52653-1.
- Norwich, John (1995). Byzantium:The Decline and Fall. Penguin. ISBN 0-670-82377-5.
- Richard, Jean (1999). »From the First to the Second Crusade«, The Crusades, C. 1071-c. 1291 (translated by Jean Birrell). Cambridge University Press. ISBN 0-521-62566-1.
- Rowe, John G. (1966-67). »Paschal II, Bohemond of Antioch and the Byzantine Empire«. Bulletin of the John Rylands Library 44: 165-202. Retrieved on 2007-09-12.
- Runciman, Steven (1980). The First Crusade. Cambridge University. ISBN 0-521-23255-4.
- Spinka, Matthew (June 1939). »Latin Church of the Early Crusades«. Church History 8 (2): 113-131. Retrieved on 2007-09-20.
- Stephenson, Peter (2000). »The Rise of the West, I: Normans and Crusaders (1081-1118)«, Byzantium's Balkan Frontier: A Political Study of the Northern Balkans, 900-1204. Cambridge University Press. ISBN 0-521-77017-3.
- Stone, Andrew. John II Comnenus (A.D. 1118-1143). Online Encyclopedia of Roman Emperors. Retrieved on 2007-09-11.

•	Thomas S. Asbridge, The Creation of the Principality of Antioch, 1098–1130. The Boydell Press, 2000. 
- Jonathan Harris, Byzantium and the Crusades. Hambledon and London, 2003.
- Ralph-Johannes Lilie, Byzantium and the Crusader States, 1096–1204. Trans. J.C. Morris and J.C. Ridings. Clarendon Press, 1993.
- Kenneth M. Setton, ed., A History of the Crusades, Vols. II and V. Madison, 1969–1989.